# デ・アウデ・メールダイク
デ・アウデ・メールダイク（De Oude Meerdijk）は、オランダ・エメンに所在するサッカー専用スタジアム。1977年の開場以来FCエメンがおもに使用している。愛称は「スフェールライク・メールダイク」。

## 歴史
1977年に建設が完了したキャパシティ約8,000人のサッカー専用スタジアム。開場よりFCエメンのホームスタジアムとなっている。過去には2005年に2005 FIFAワールドユース選手権の会場のひとつになった。

## ギャラリー

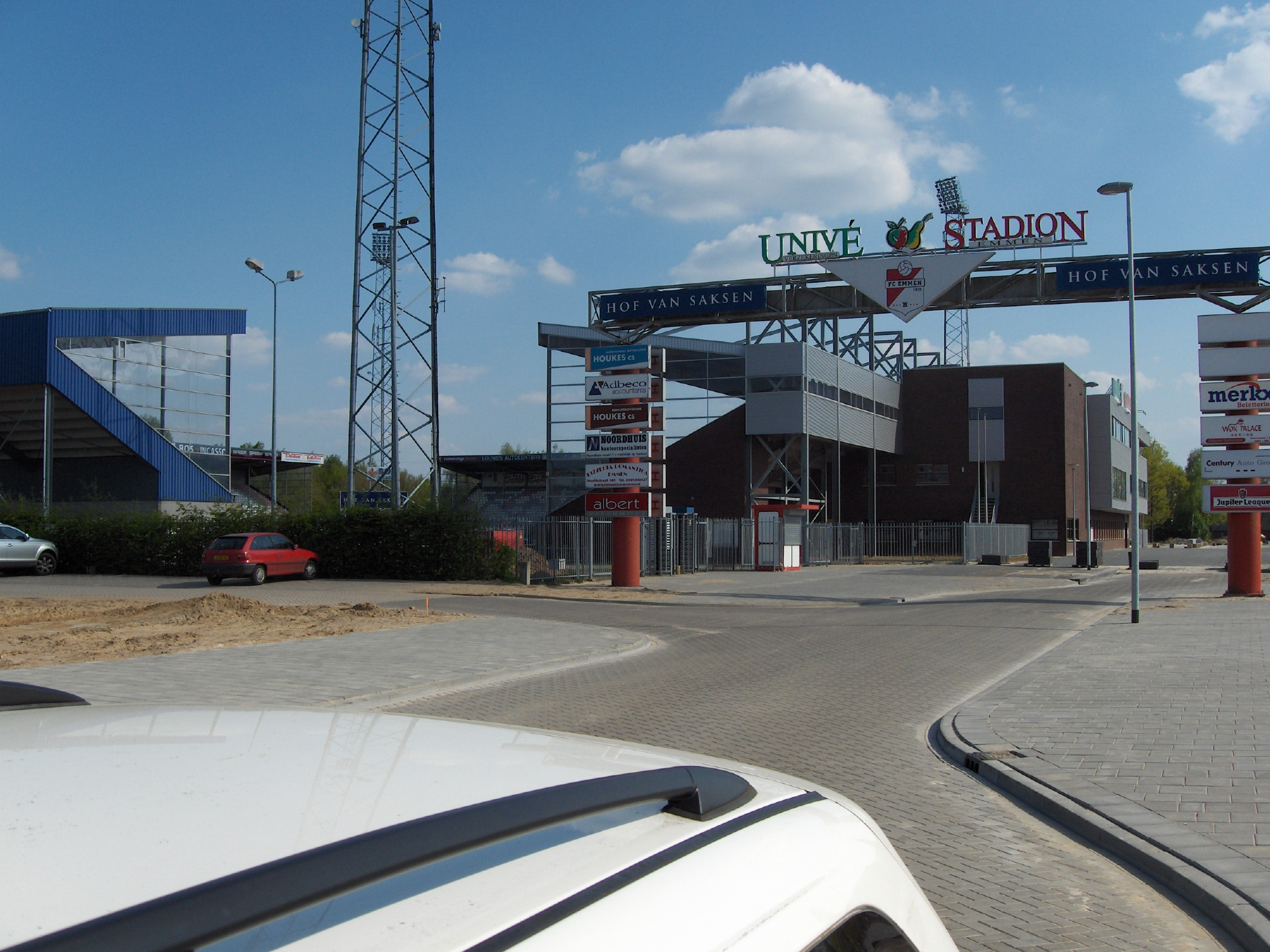
入口
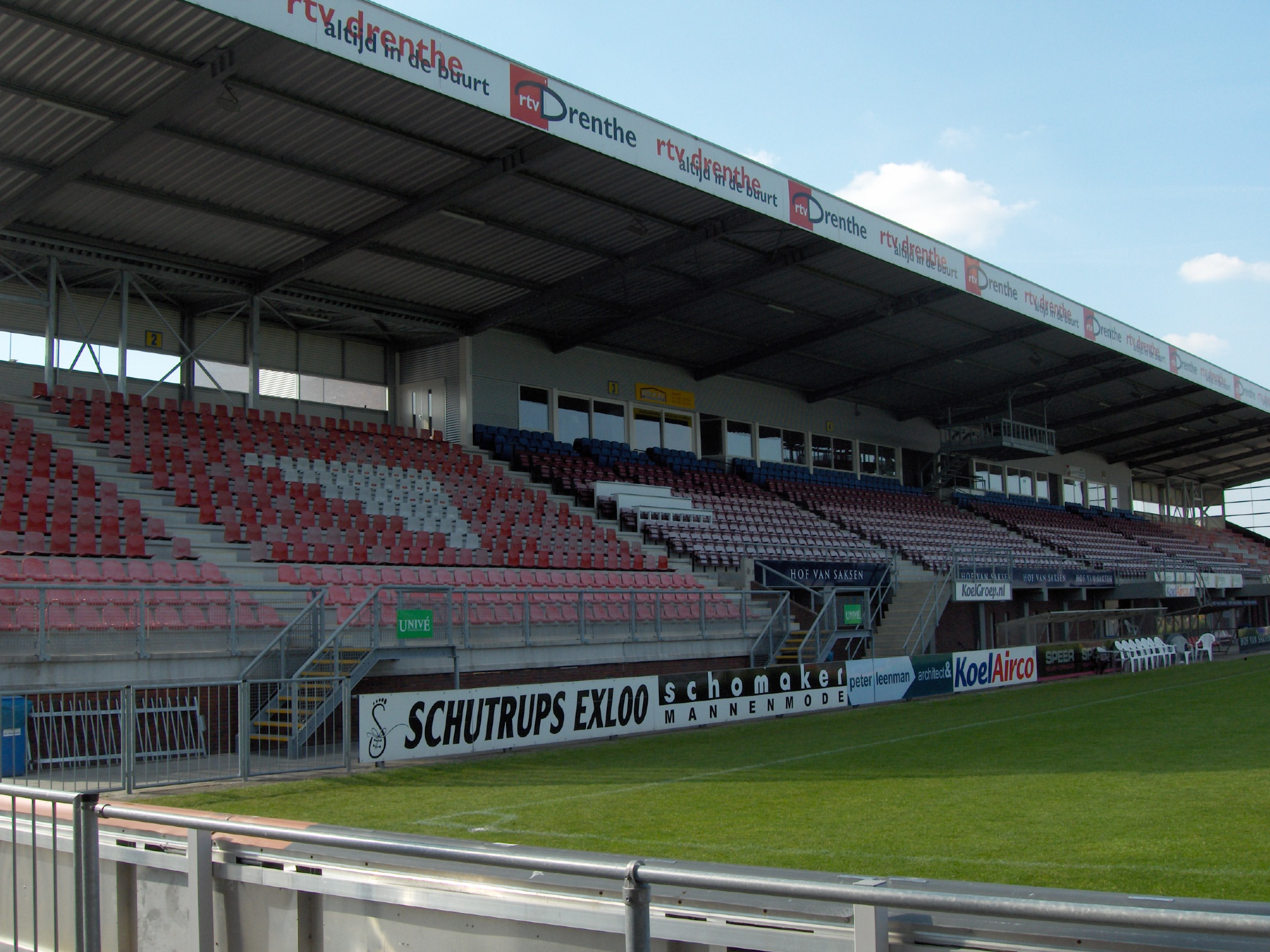
メインスタンド
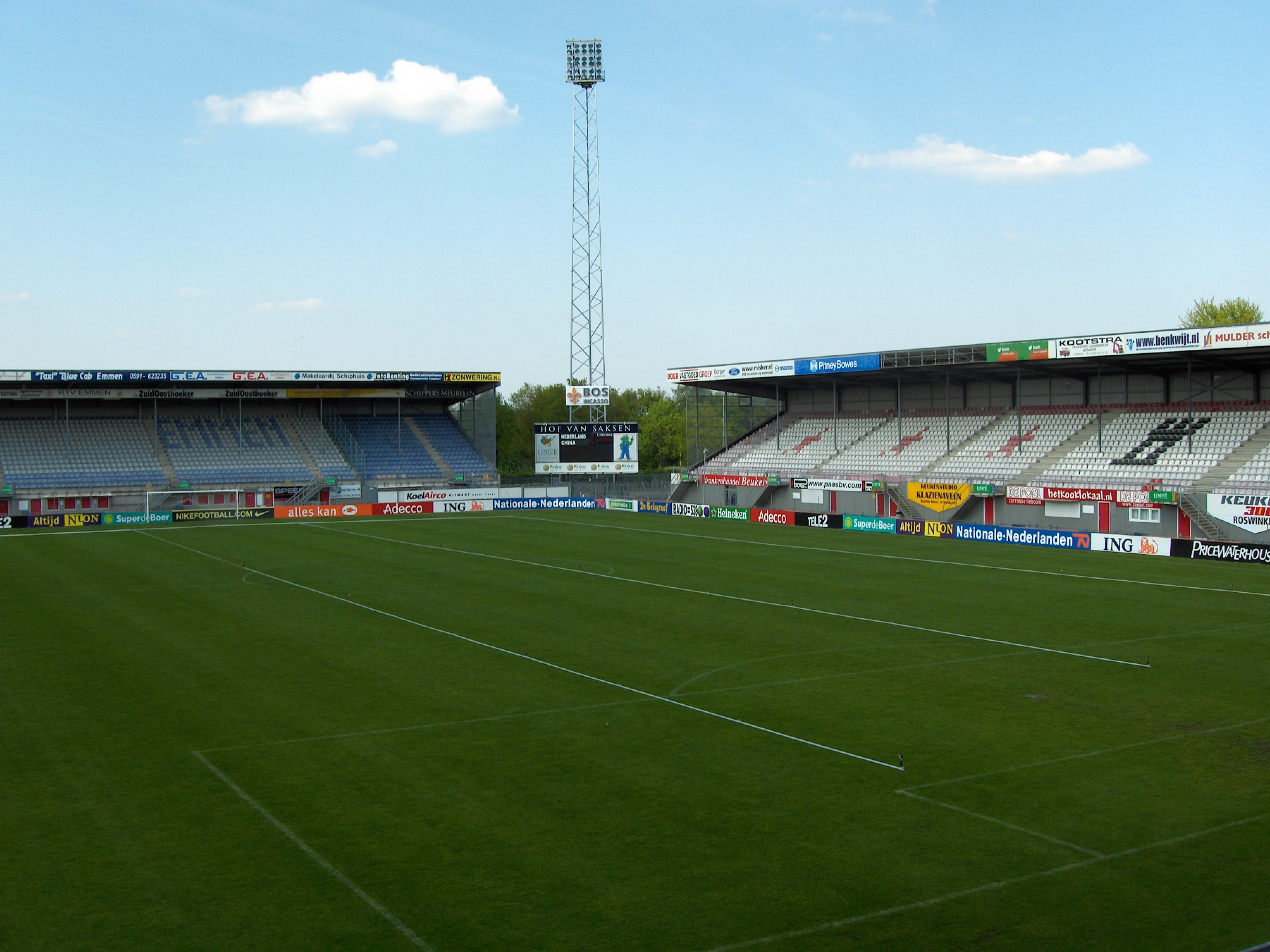
北, 東スタンド
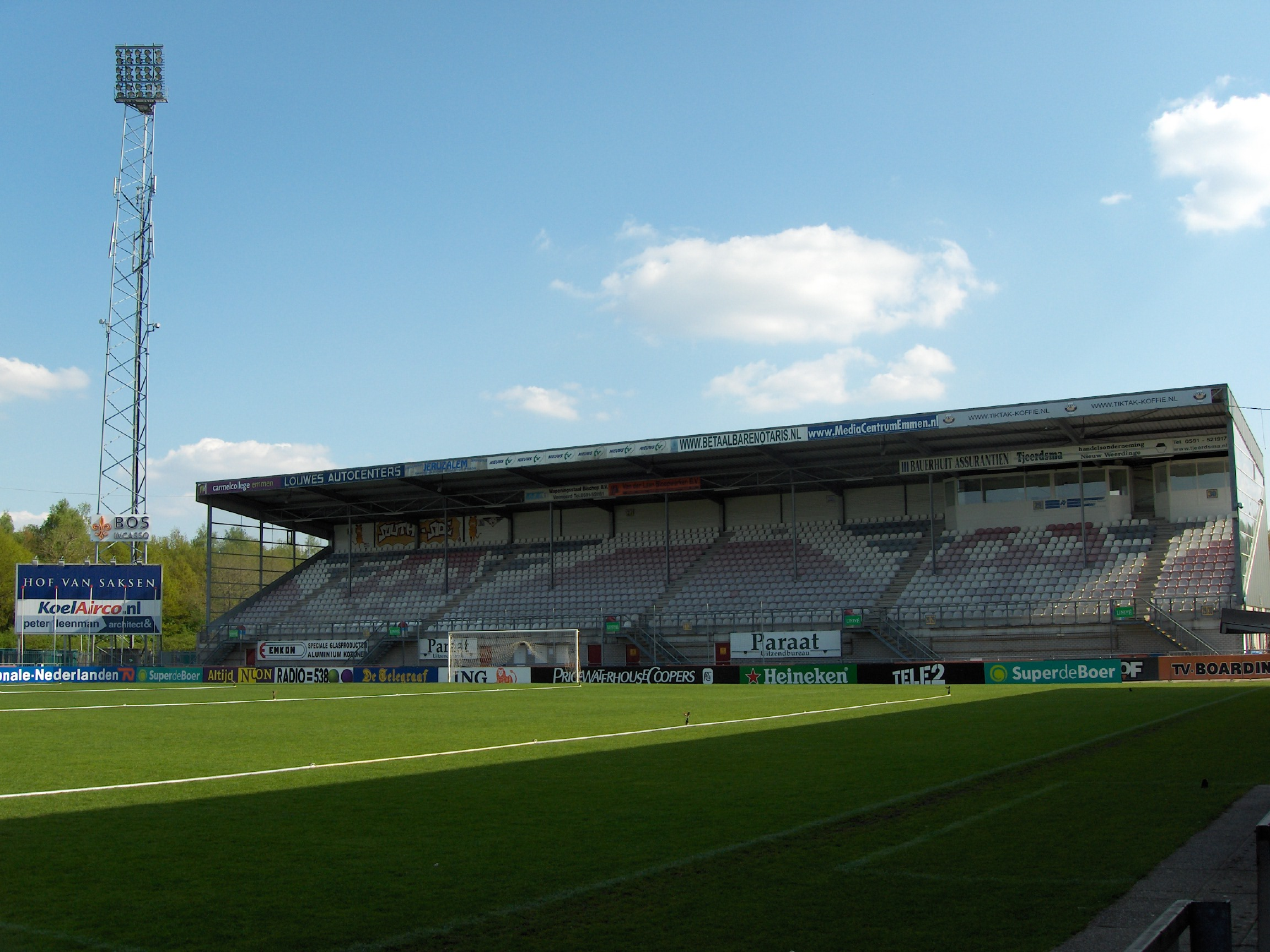
南スタンド